# Goryphus cestus
Goryphus cestus är en stekelart som beskrevs av Jonathan och Gupta 1973. Goryphus cestus ingår i släktet Goryphus och familjen brokparasitsteklar.

## Underarter
Arten delas in i följande underarter:
- G. c. mysorensis
- G. c. fumatus